# Dorfkirche (Halchter)

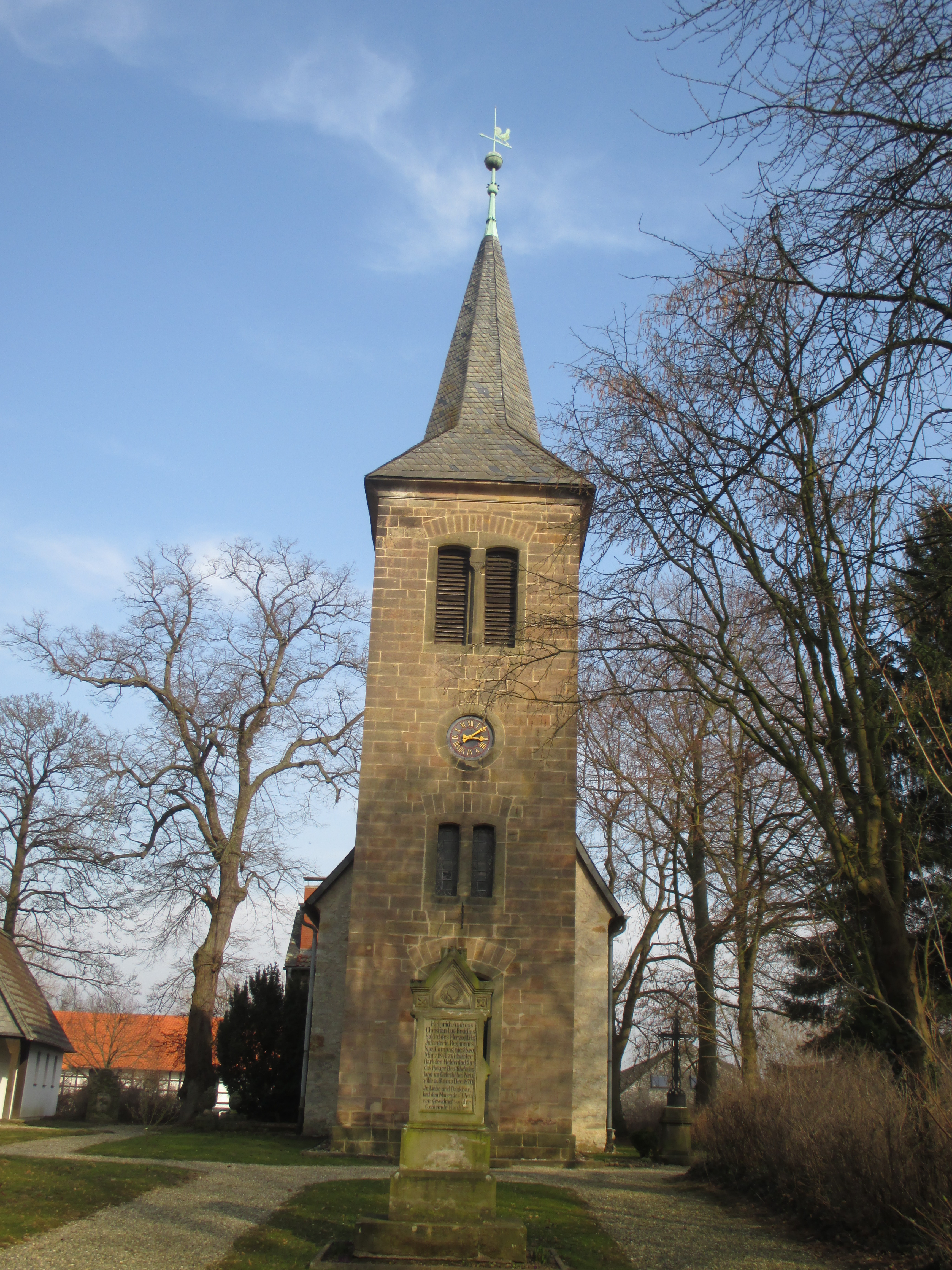
Dorfkirche Halchter

Die evangelisch-lutherische, denkmalgeschützte Dorfkirche steht in Halchter, einen Ortsteil der Stadt Wolfenbüttel im Landkreis Wolfenbüttel von Niedersachsen. Die Kirchengemeinde gehört zum Pfarrverband Halchter in der Propstei Wolfenbüttel der Evangelisch-Lutherischen Landeskirche in Braunschweig.

## Beschreibung
Die im Kern mittelalterliche Saalkirche wurde aus Bruchsteinen, die allerdings verputzt sind, gebaut. Der Kirchturm aus Naturwerksteinen im Westen wurde erst 1867 angebaut. Das Kirchenschiff ist mit einem Satteldach, der Turm mit einem achtseitigen, schiefergedeckten, spitzen Helm bedeckt. Die Altar-Kanzel-Wand stammt von 1792. Die erste Orgel wurde 1844 von August Boden gebaut. Sie wurde 1968 durch eine Orgel mit 8 Registern, verteilt auf ein Manual und ein Pedal, von Schmidt & Thiemann im alten Prospekt ersetzt.